# Diribitorium
El diribitorium era sala pública para votaciones ubicada en el Campo de Marte en la Antigua Roma. En este edificio los votos emitidos era contabilizados por diribitores (funcionarios electorales ). Marco Vipsanio Agripa comenzó la construcción del edificio pero fue completada por Augusto en el año 7 a. C.

## Descripción
"Su tejado tenía la mayor envergadura de entre todos los edificios construidos en Roma antes de 230 y reposaba sobre vigas de madera de alerce de cien pies de largo y un pie y medio de ancho." Según Dion Casio, el diribitorium se encontraba entre los numerosos edificios públicos que fueron destruidos por el fuego en 80 y posteriormente reconstruidos por el emperador Tito.
Christian Hülsen propuso la teoría de que el diribitorium era una segunda planta encima del Saepta Julia.
| Planta intemporal de la parte central del Campo de Marte (Campus Martius) |
| --- |
| Termas de Nerón Estadio de Domiciano Panteón Basílica de Neptuno Termas de Agripa Stagnum? Odeón de Domiciano ¿Almacenes? Saepta Julia Diribitorium Porticus Divorum Aqua Virgo Arco de Claudio Porticus Vipsania Cuarteles de las Vigiles Templo de Isis y Serapis Templo de Minerva Chalcidica Altar de Marte Via Flaminia Via Flaminia Templo de Adriano Templo de Matidia Teatro de Pompeyo Templos de Largo Argentina Porticus Minucia Columna de Marco Aurelio T. de M.Aurelius y Faustina (?) Arco de M. Aurelio (?) Columna de Antoninus Pius Ustrinum Antoninorum Ustrinum M. Aurelii Via Recta Pórtico de Pompeyo Arcus Novus Porticus Meleagri Porticus de los Argonautas Piazza della Rotonda Villa Publica |